# 辰野金吾
辰野 金吾 （たつの きんご、1854年10月13日〈嘉永7年8月22日〉- 1919年〈大正8年〉3月25日） は、日本の建築家、工学博士。位階勲等は従三位勲三等。工部大学校（現・東京大学工学部）卒業。帝国大学工科大学学長、建築学会会長。
設計の頑丈さから「辰野堅固」と呼ばれた。帝国大学では後進の指導にも励み、伊東忠太、長野宇平治、矢橋賢吉、武田五一、中條精一郎、塚本靖、野口孫市、大沢三之助、関野貞、岡田時太郎らの人材を輩出した。帝国大学総長渡辺洪基 の意向を受け、工手学校（現・工学院大学） の創立（1887年（明治20年））を推進し、運営にも尽力した。また、大隈重信の要請を受け、早稲田大学建築学科創設（1912年（明治45年）創設顧問に就任）にも尽力した。一方、建築家として「日本近代建築の父」といわれ、代表作で有名な日本銀行本店・東京駅等を設計し、日本における都市計画研究のパイオニアで関西建築界の重鎮かつ日本建築協会会長を長年務めた片岡安（関西工学専修学校/現大阪工業大学初代校長・理事長）と共同で、辰野片岡建築事務所を開設し、大阪市中央公会堂・日本生命保険九州支店等、東日本のみならず、西日本にも多くの建築作品を残した。
東大仏文科で小林秀雄、三好達治らを育てた仏文学者の辰野隆は息子であり、薬学者の辰野高司は孫である。

## 経歴

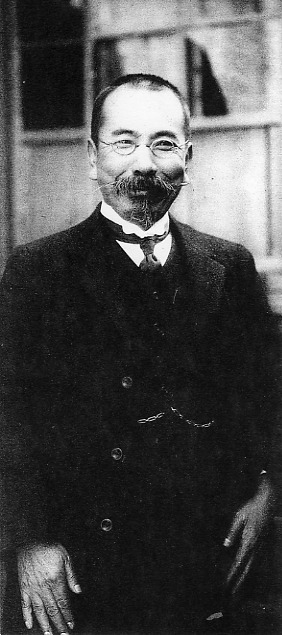
建築學會発行「建築雑誌1919年12月号」より

肥前国（現在の佐賀県・長崎県）唐津藩の下級役人・姫松蔵右衛門とオマシの間に次男として生まれる。姫松家は足軽よりも低い家格であった。
1868年（明治元年）叔父の辰野宗安の養子となる。
1873年（明治6年）工部省工学寮（のち工部大学校、現在の東大工学部）に第一回生として入学。1875年（明治8年）2年終了後に、造船から造家（建築）に転じる。1877年（明治10年）ロンドン出身の建築家ジョサイア・コンドルが工部大学校造家学教師に就任。1879年（明治12年）造家学科を首席で卒業（同期生に曽禰達蔵、片山東熊、佐立七次郎）。
1880年（明治13年）英国留学に出発。コンドルの前職場と出身校であるバージェス建築事務所、ロンドン大学で学ぶ。1883年（明治16年）日本に帰国。1884年（明治17年）コンドルの退官後、工部大学校教授に就任。
1886年（明治19年）帝国大学工科大学教授、造家学会（のちの日本建築学会）を設立。辰野金吾建築事務所を設立（所員は岡田時太郎）
1887年（明治20年）工手学校（現工学院大学）の設立に参加。1898年（明治31年）帝国大学工科大学学長。1902年（明治35年）工科大学を辞職。
1894年（明治27年）大森房吉らが行った庄内地震の被災地（山形県酒田市）の調査に参加する。
1903年（明治36年）葛西萬司と辰野葛西事務所を開設（東京）。1905年（明治38年）片岡安と辰野片岡事務所を開設（大阪）。
1907年（明治40年）明治専門学校（現・九州工業大学）協議員となる。
1910年（明治43年）国会議事堂（議院建築）の建設をめぐり、建築設計競技（コンペ）の開催を主張。日蓮主義天晴会に参加。1912年（明治45年）早稲田大学建築学科顧問に就任。
1919年（大正8年） 国会議事堂の設計競技で審査員を務める。当時大流行したスペインかぜに罹患し、3月25日死去。享年64歳。墓所は西新宿の常圓寺裏手の同寺墓地。

## 栄典・授章・授賞
位階
- 1884年（明治17年）8月30日 - 正七位[3]
- 1886年（明治19年）7月8日 - 従六位[4]
- 1897年（明治30年）10月30日 - 正五位[5]
- 1901年（明治34年）3月20日 - 従四位[6]

勲章等
- 1896年（明治29年）12月25日 - 勲六等瑞宝章[7]
- 1901年（明治34年）12月27日 - 勲三等瑞宝章[8]

## 主な作品
| 建造物名                          | 年             | 所在地               | 備考1            | 備考2            | 備考3                                                                                  |
| --------------------------------- | -------------- | -------------------- | ---------------- | ---------------- | -------------------------------------------------------------------------------------- |
| 銀行集会所                        | 1884年         |                      | 現存しない       |                  |                                                                                        |
| 工科大学本館                      | 1888年         | 東京都               | 現存しない       |                  |                                                                                        |
| 英吉利法律学校校舎                | 1888年         | 東京都               | 現存しない       |                  | 現・中央大学。1887年締結の「英吉利法律学校新築約定書」は日本初近代的建築契約書とされる |
| 渋沢栄一邸                        | 1888年         | 東京都日本橋区兜町   | 現存しない       |                  | のち「渋沢事務所」。1923年9月、関東大震災により焼失                                    |
| 日本銀行本店                      | 1896年         | 東京都日本橋区       |                  | 重要文化財       | 現・日本銀行本店旧館                                                                   |
| 日本銀行西部支店                  | 1898年         | 福岡県北九州市       | 現存しない       |                  | 1917年8月 門司支店に改称。1945年6月 空襲により焼失                                     |
| 第一銀行本店                      | 1902年         | 東京都日本橋区兜町   | 現存しない       |                  |                                                                                        |
| 日本銀行大阪支店                  | 1903年         | 大阪府大阪市         |                  |                  |                                                                                        |
| 日本銀行京都支店                  | 1906年         | 京都府京都市         |                  | 重要文化財       | 現・京都文化博物館別館                                                                 |
| 第一銀行京都支店                  | 1906年         | 京都府京都市         |                  |                  | 現・みずほ銀行京都中央支店／1999年に取り壊され、2003年にレプリカ再建                   |
| 浜寺公園駅                        | 1907年         | 大阪府堺市           |                  | 登録有形文化財   | 辰野金吾が設計した初の鉄道駅舎                                                         |
| 第一銀行神戸支店                  | 1908年         | 兵庫県神戸市         |                  |                  | 現・みなと元町駅／外壁保存                                                             |
| 国技館                            | 1909年         | 東京都墨田区         | 現存しない       |                  | のち日大講堂。1982年に解体。                                                           |
| 日本生命九州支店                  | 1909年         | 福岡県福岡市         |                  | 重要文化財       | 現・福岡市赤煉瓦文化館                                                                 |
| 奈良ホテル                        | 1909年         | 奈良県奈良市         |                  |                  |                                                                                        |
| 浅草国技館                        | 1911年         | 東京都台東区         | 現存しない       |                  | のち劇場「遊楽館」「吾妻座」。1920年に焼失。                                           |
| 盛岡銀行本店本館                  | 1911年         | 岩手県盛岡市         |                  | 重要文化財       | 現・岩手銀行赤レンガ館                                                                 |
| 松本健次郎邸                      | 1911年         | 福岡県北九州市       |                  | 重要文化財       | 現・西日本工業倶楽部会館                                                               |
| 唐津銀行本店                      | 1912年         | 佐賀県唐津市         |                  | 登録有形文化財   |                                                                                        |
| 朝鮮銀行本店                      | 1912年         | 大韓民国ソウル特別市 |                  |                  | 現・韓国銀行貨幣博物館                                                                 |
| 万世橋駅舎（初代）                | 1912年         | 東京都千代田区神田   | 関東大震災で焼失 |                  |                                                                                        |
| 日本銀行小樽支店                  | 1912年         | 北海道小樽市         |                  |                  | 現・日本銀行旧小樽支店金融資料館                                                       |
| 大阪教育生命保険                  | 1912年         | 大阪府大阪市         |                  |                  | 現・結婚式場 オペラ・ドメーヌ                                                          |
| 安田製釘所                        | 1912年         | 福岡県北九州市       |                  |                  | 現・安田工業八幡工場、鉱滓煉瓦で作られた施設の中では最大級の面積を持つ                 |
| 日本銀行福島支店                  | 1913年         | 福島県福島市         | 現存しない       |                  |                                                                                        |
| 二十三銀行本店                    | 1913年         | 大分県大分市         |                  | 登録有形文化財   | 現・大分銀行赤レンガ館                                                                 |
| 中央停車場 （東京駅丸の内駅舎）   | 1914年         | 東京都千代田区       |                  | 重要文化財       |                                                                                        |
| 武雄温泉新館・武雄温泉楼門        | 1914年         | 佐賀県武雄市         |                  | 重要文化財       |                                                                                        |
| 日本生命京都支店                  | 1914年         | 京都府京都市         |                  | 登録有形文化財   | 現・日本生命京都三条ビル                                                               |
| 猪苗代第一発電所建屋              | 1914年         | 福島県会津若松市     |                  | 日本遺産         |                                                                                        |
| 百三十銀行行橋支店                | 1914年         | 福岡県行橋市         |                  | 県指定有形文化財 | 現・行橋赤レンガ館                                                                     |
| 百三十銀行八幡支店                | 1915年         | 福岡県北九州市       |                  | 市指定有形文化財 | 現・北九州市立旧百三十銀行ギャラリー                                                   |
| 旧北國銀行京都支店                | 1916年         | 京都府京都市         |                  |                  | 現・DEAN & DELUCA 京都店                                                               |
| 霊南坂教会旧会堂                  | 1917年         | 東京都港区赤坂       | 現存しない       |                  |                                                                                        |
| 東京英和学校勝田ホール            | 1918年         | 東京都渋谷区渋谷     | 現存しない       |                  | 現・青山学院大学                                                                       |
| 大阪市中央公会堂 （中之島公会堂） | 1918年         | 大阪府大阪市         |                  | 重要文化財       | 実施設計                                                                               |
| 明治専門学校本館                  | 1920年         | 福岡県北九州市       | 現存しない       |                  | 現・九州工業大学／正門・守衛所は現存                                                   |
| 南天苑本館                        | 1913年/ 1935年 | 大阪府河内長野市     |                  | 登録有形文化財   | 旧・堺大浜「潮湯」                                                                     |

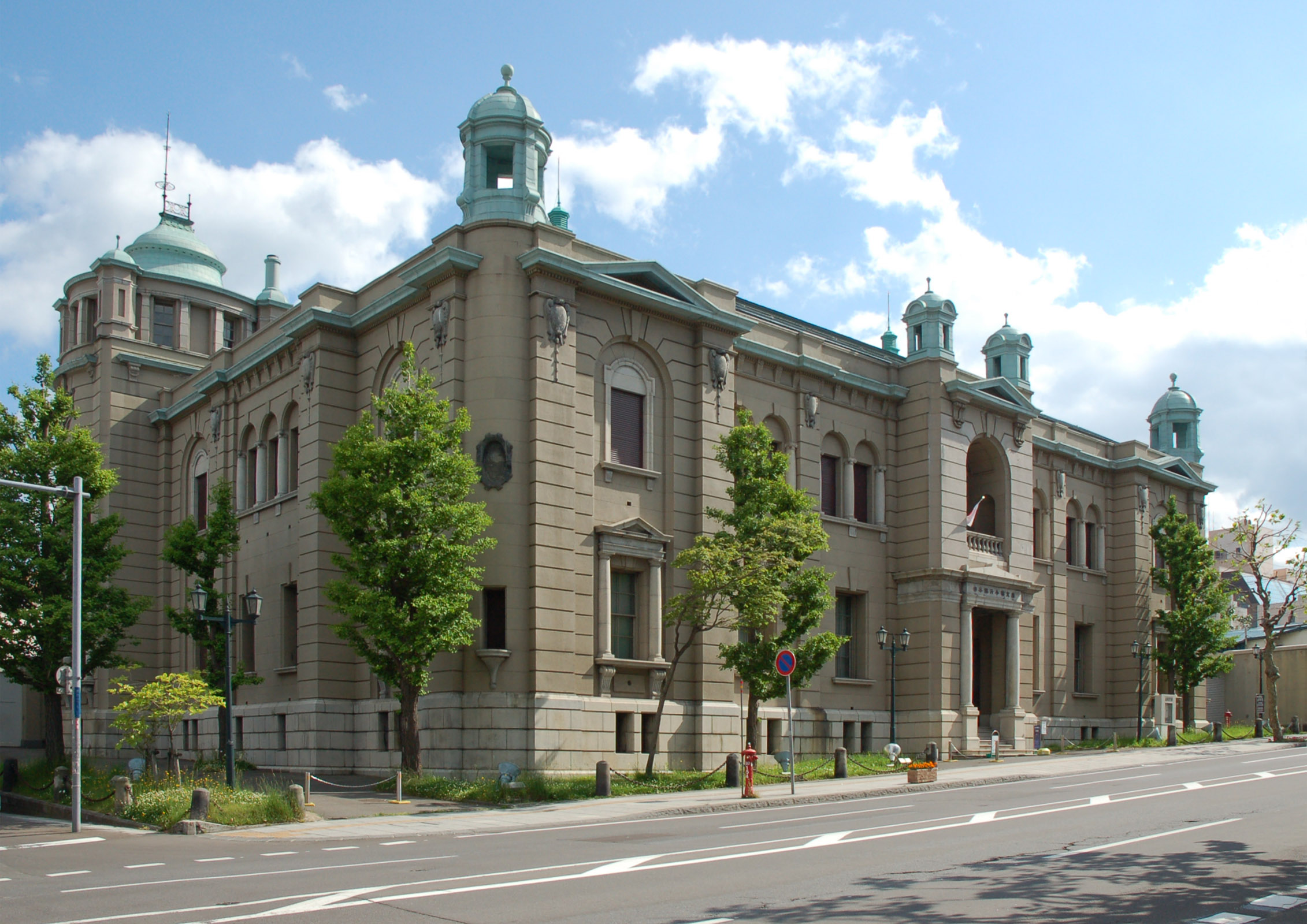
旧日本銀行小樽支店
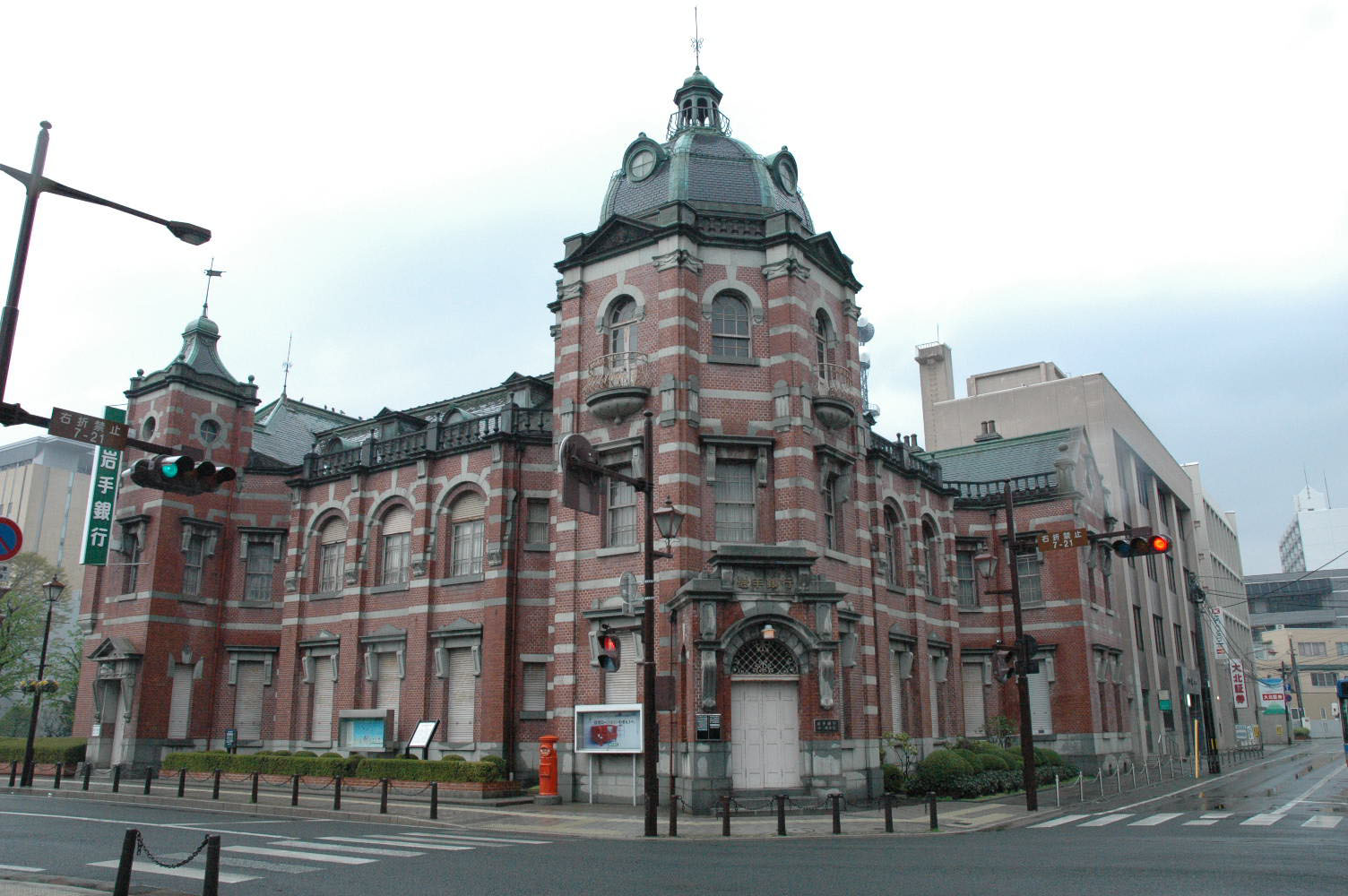
旧岩手銀行本店本館
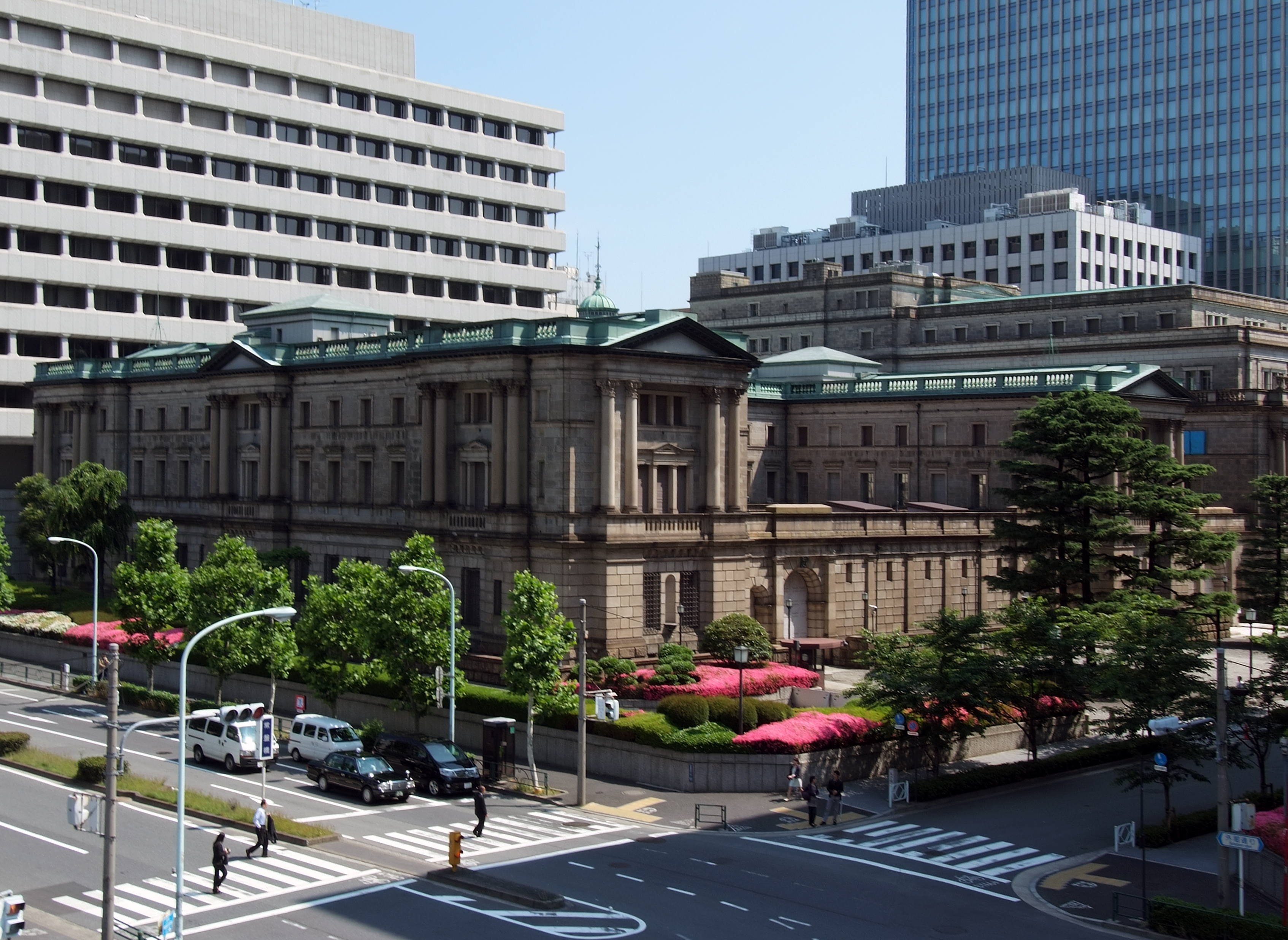
日本銀行本店
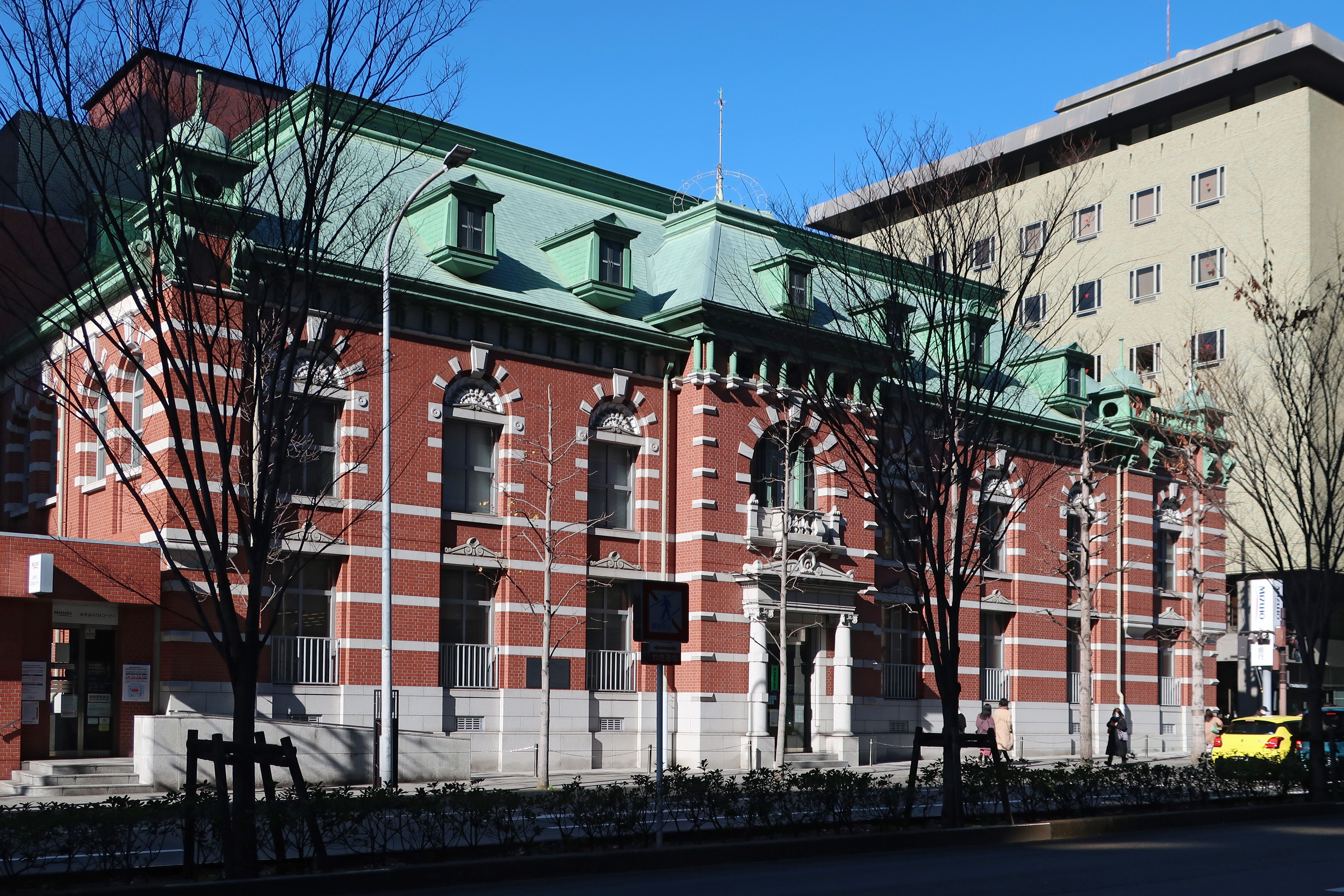
みずほ銀行京都中央支店
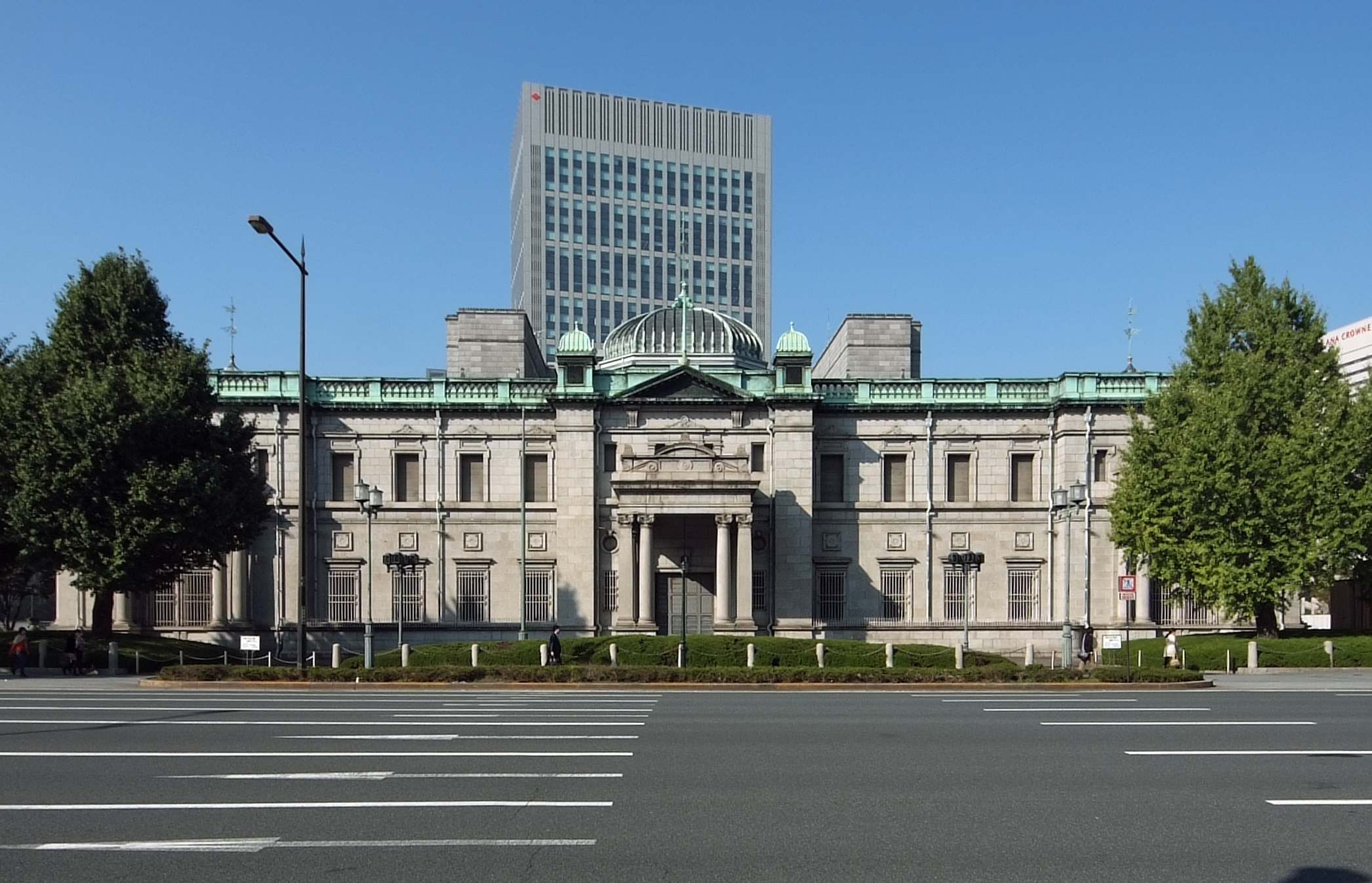
日本銀行大阪支店
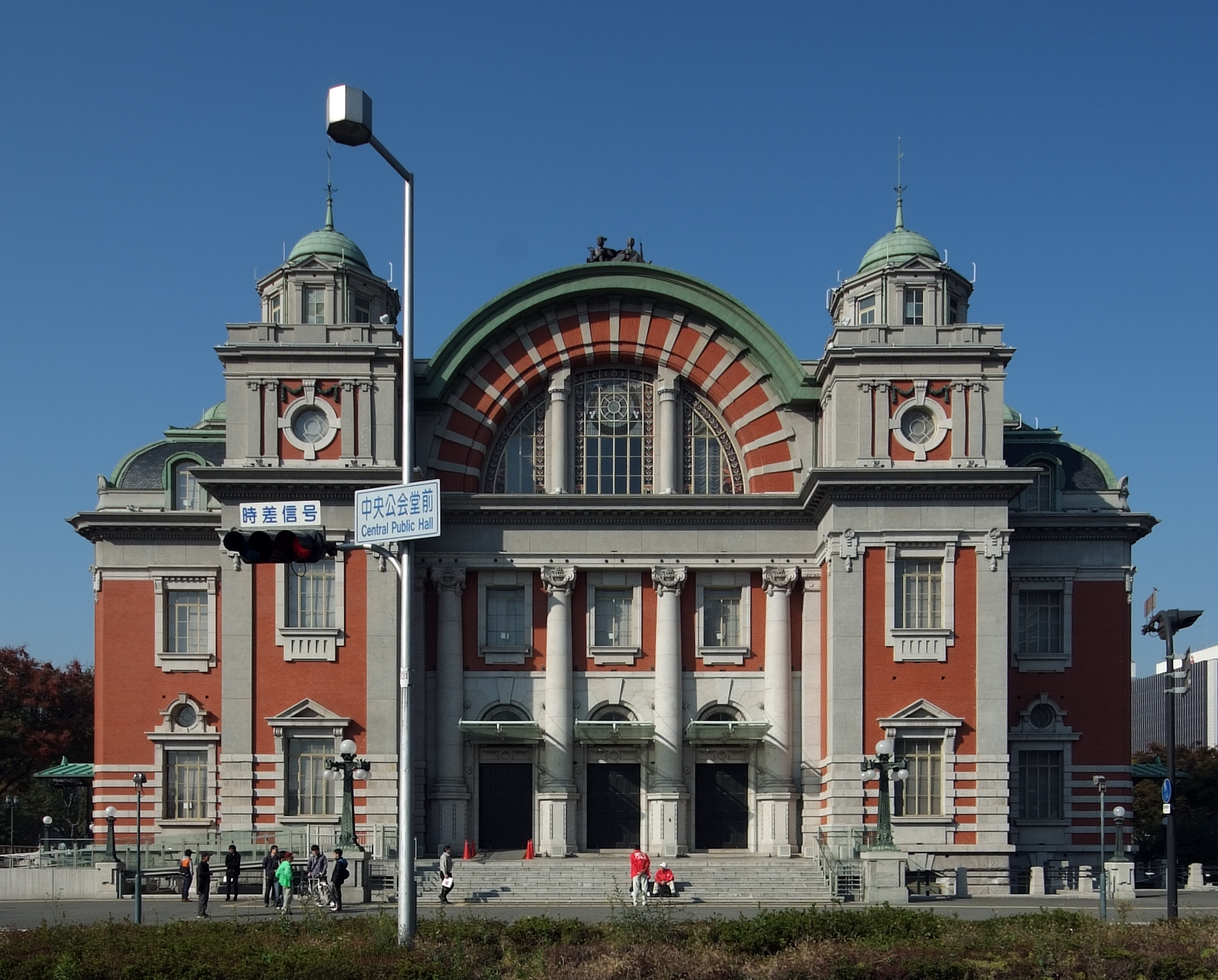
大阪市中央公会堂
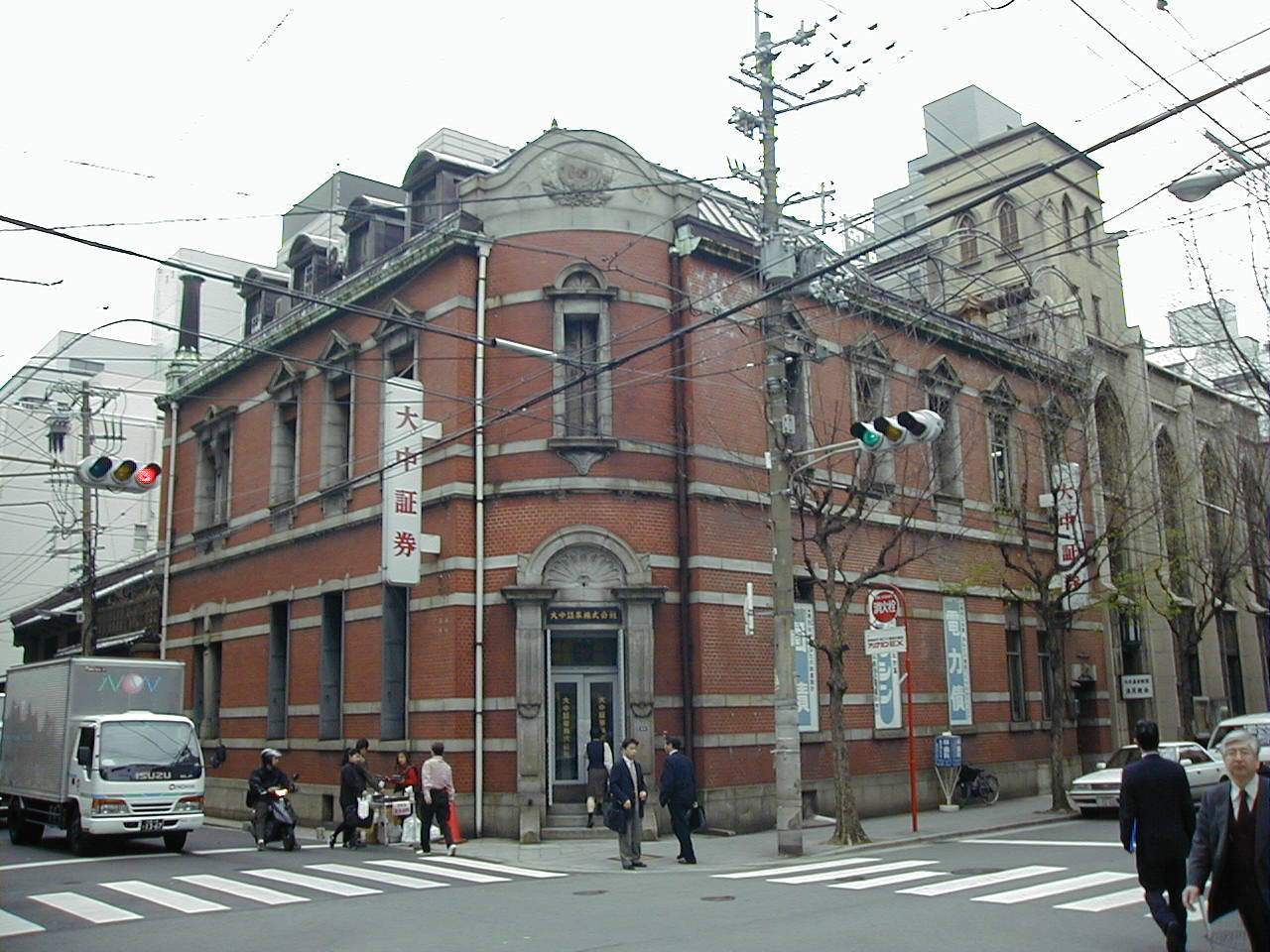
旧大阪教育生命保険
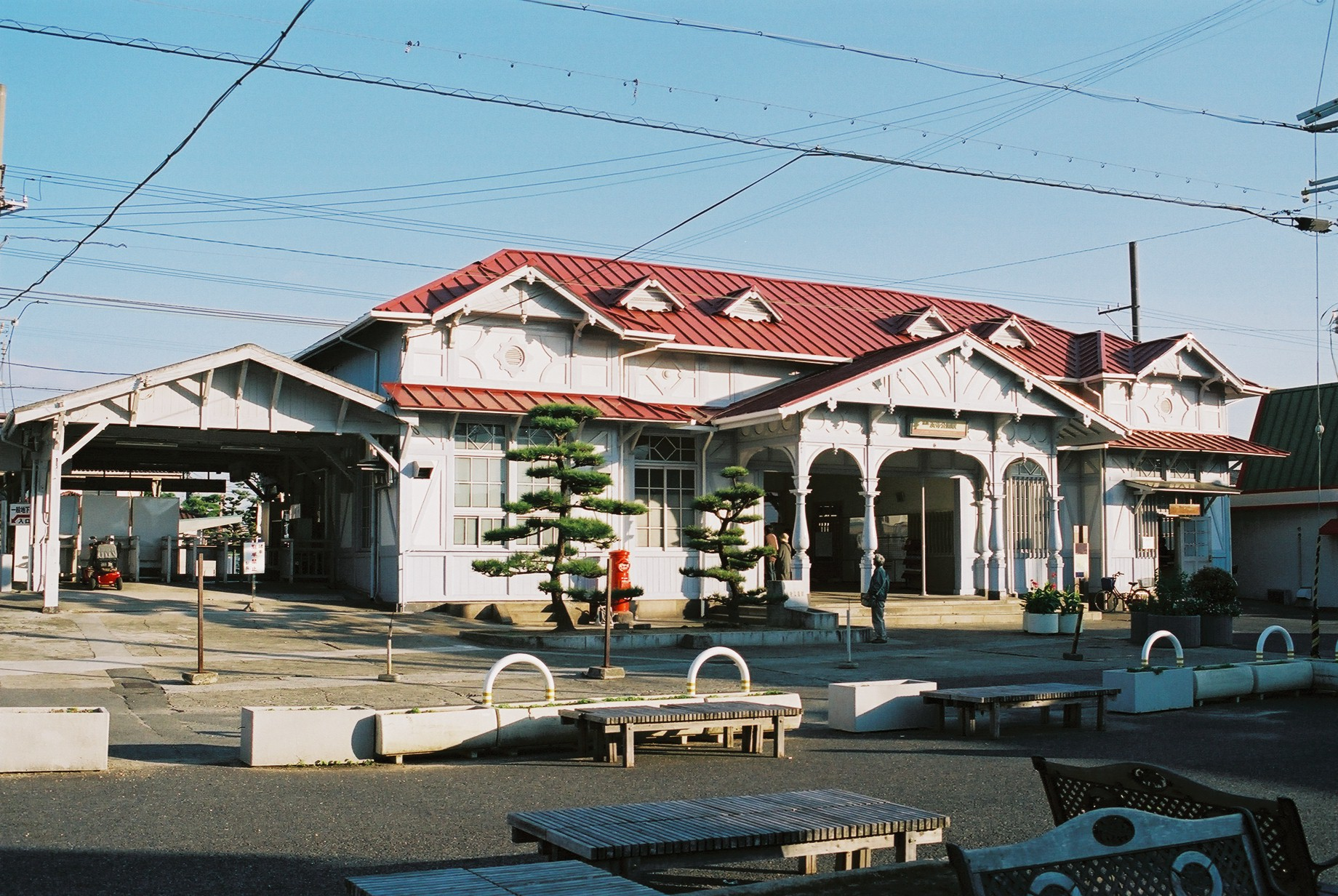
浜寺公園駅
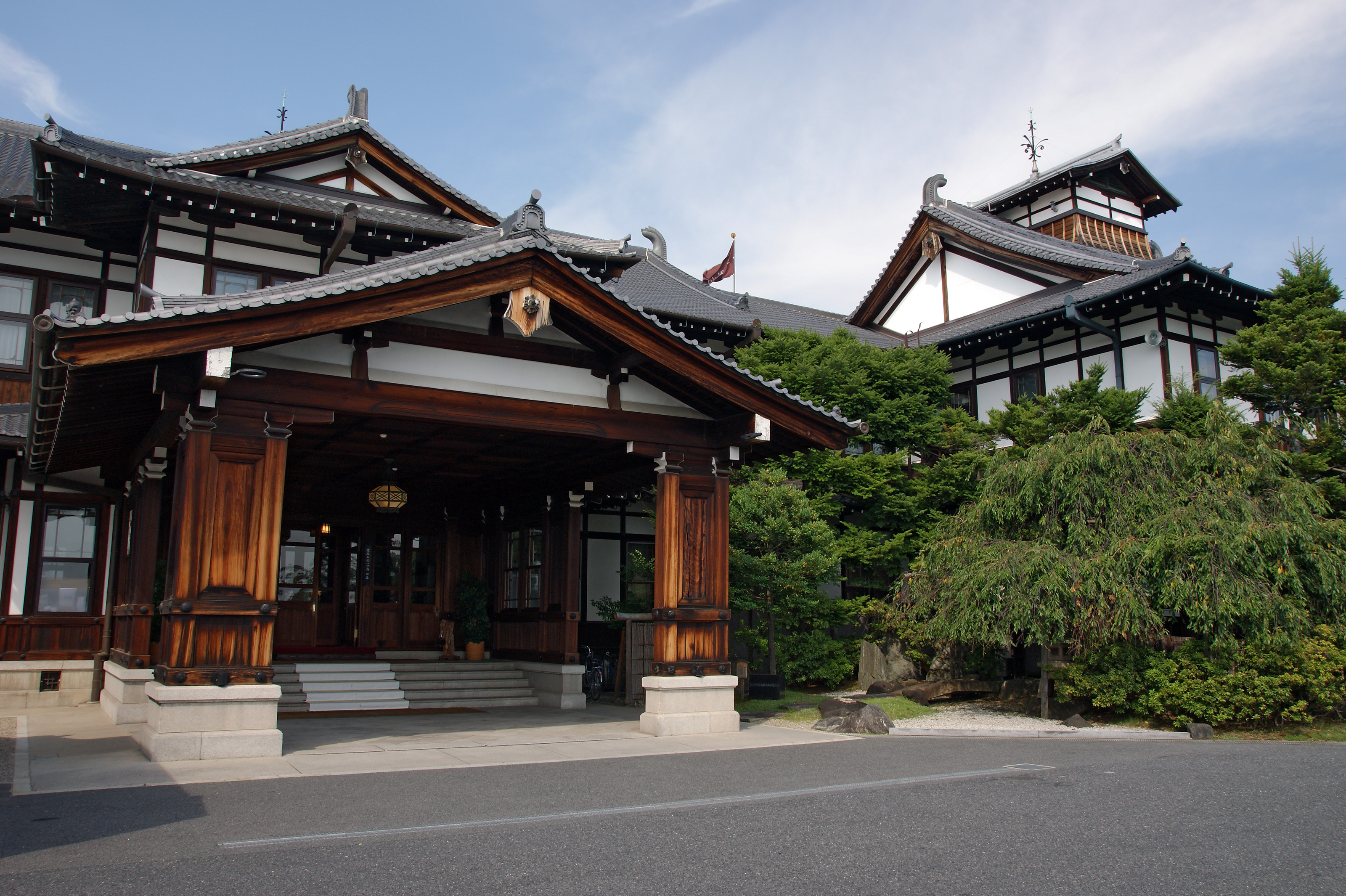
奈良ホテル本館
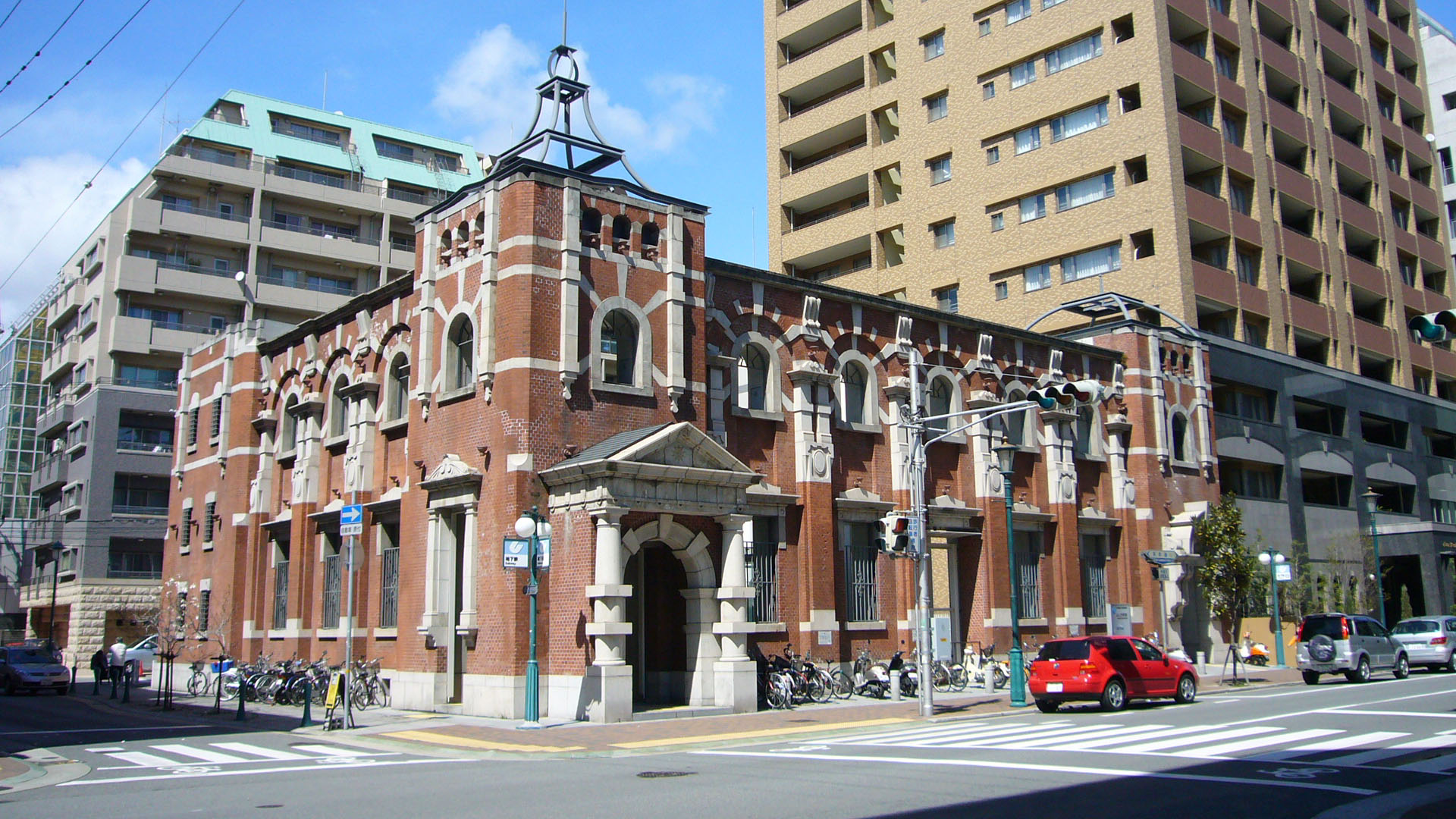
旧第一銀行神戸支店
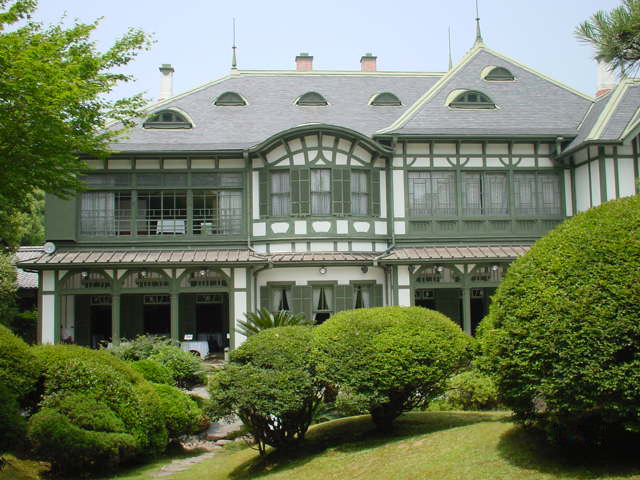
松本健次郎邸
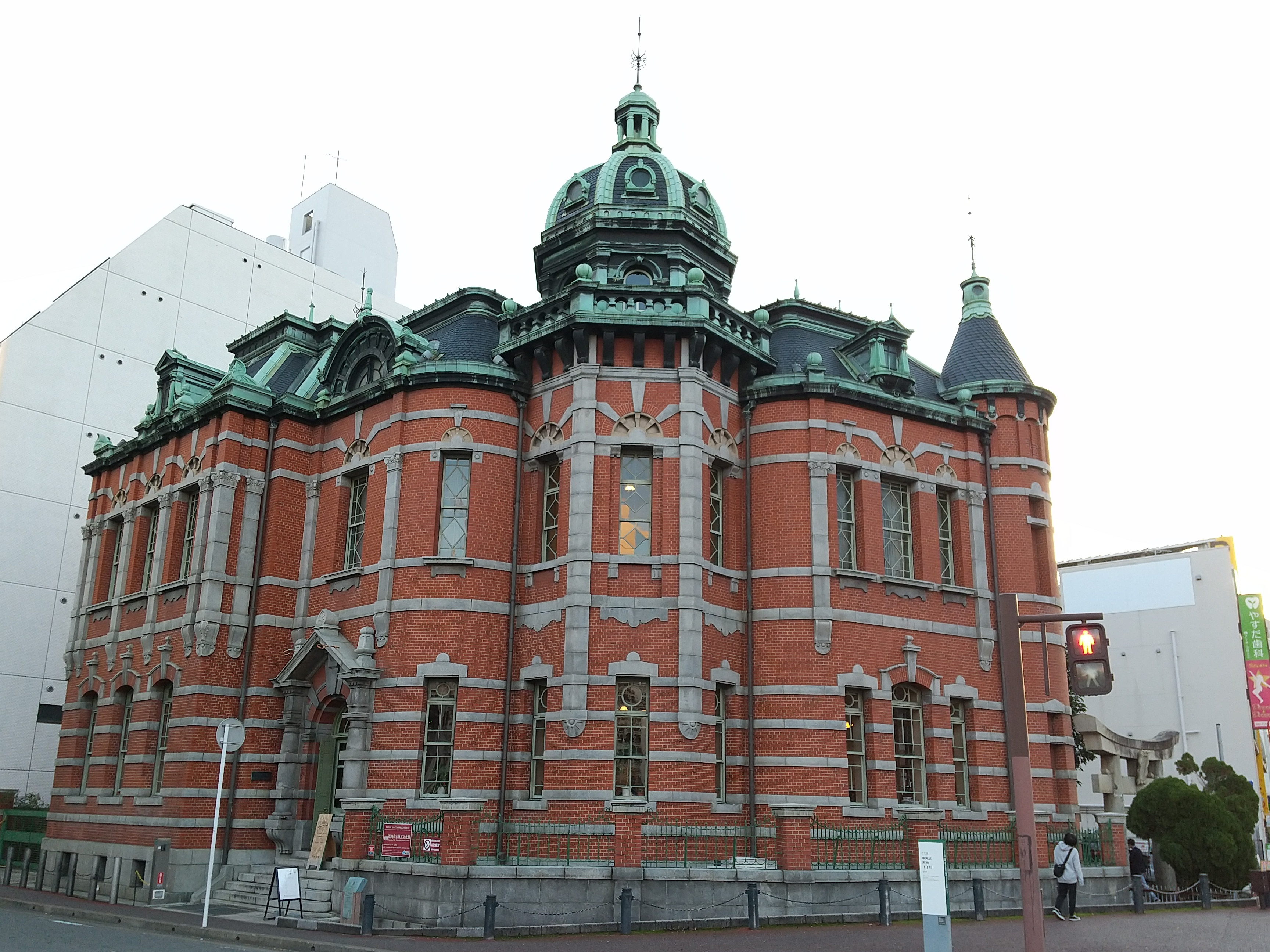
旧日本生命九州支店
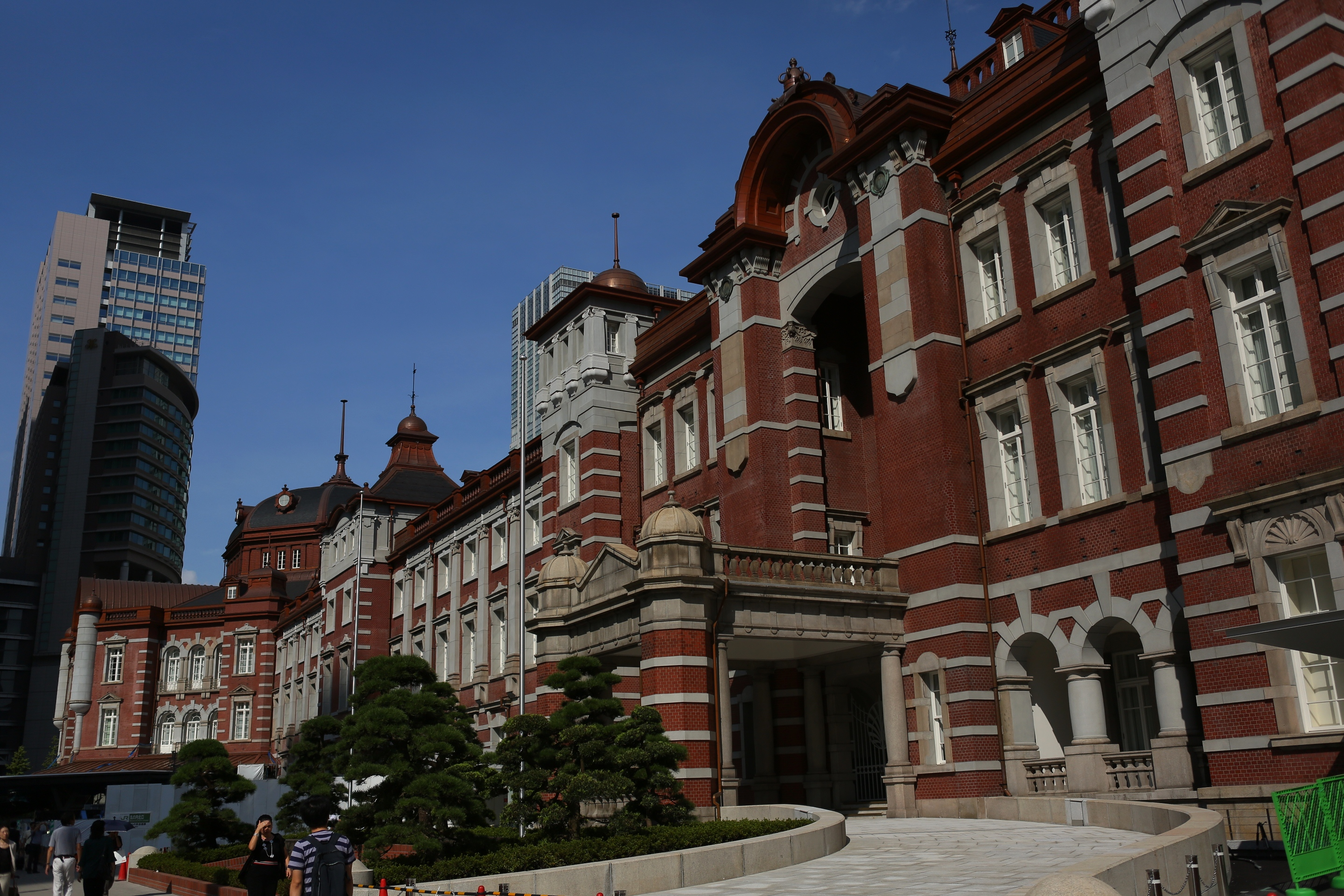
中央停車場（東京駅丸の内駅舎）
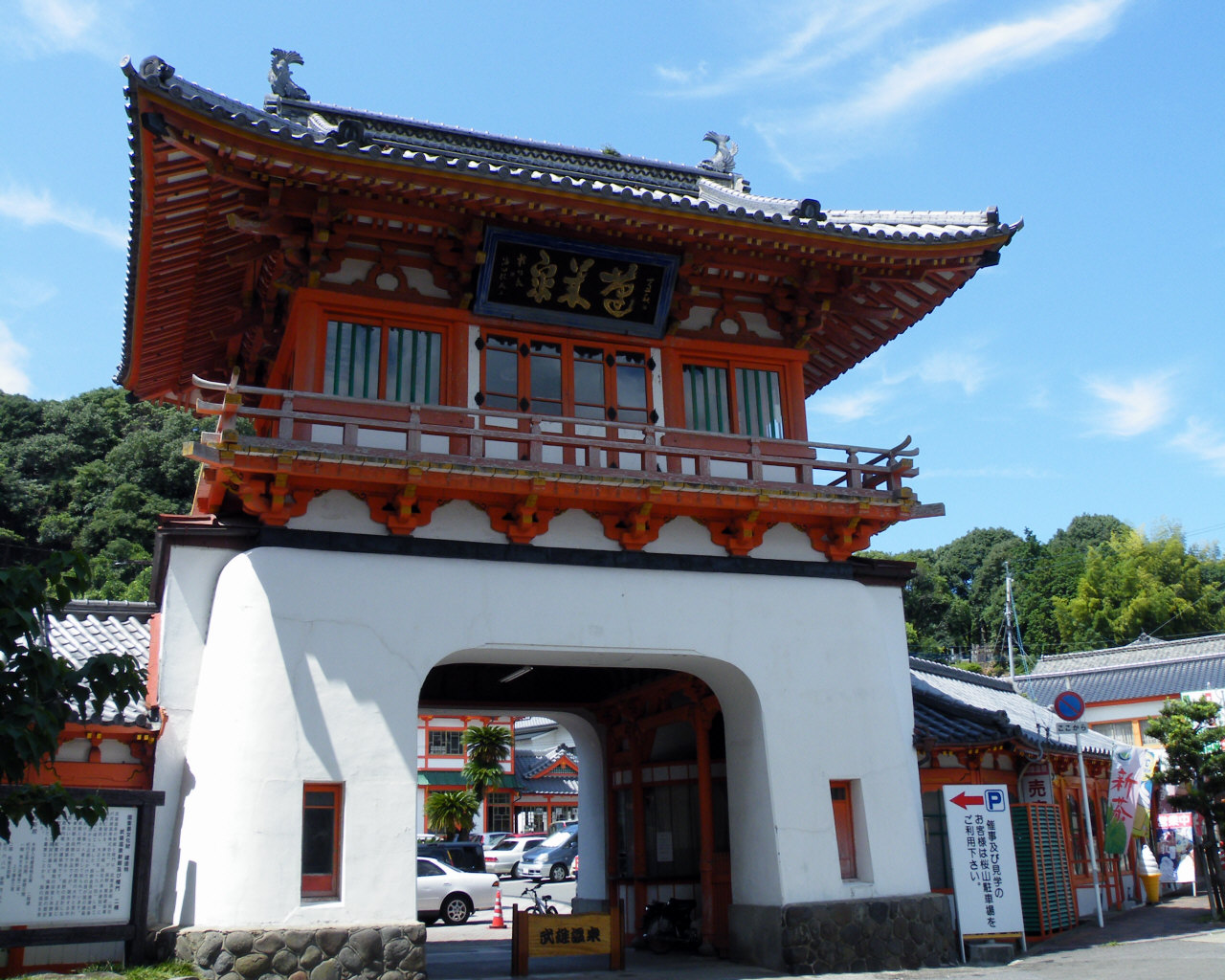
武雄温泉楼門
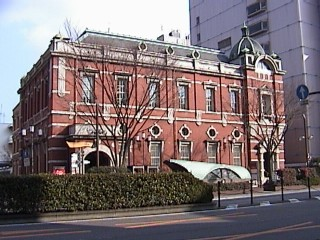
旧二十三銀行本店
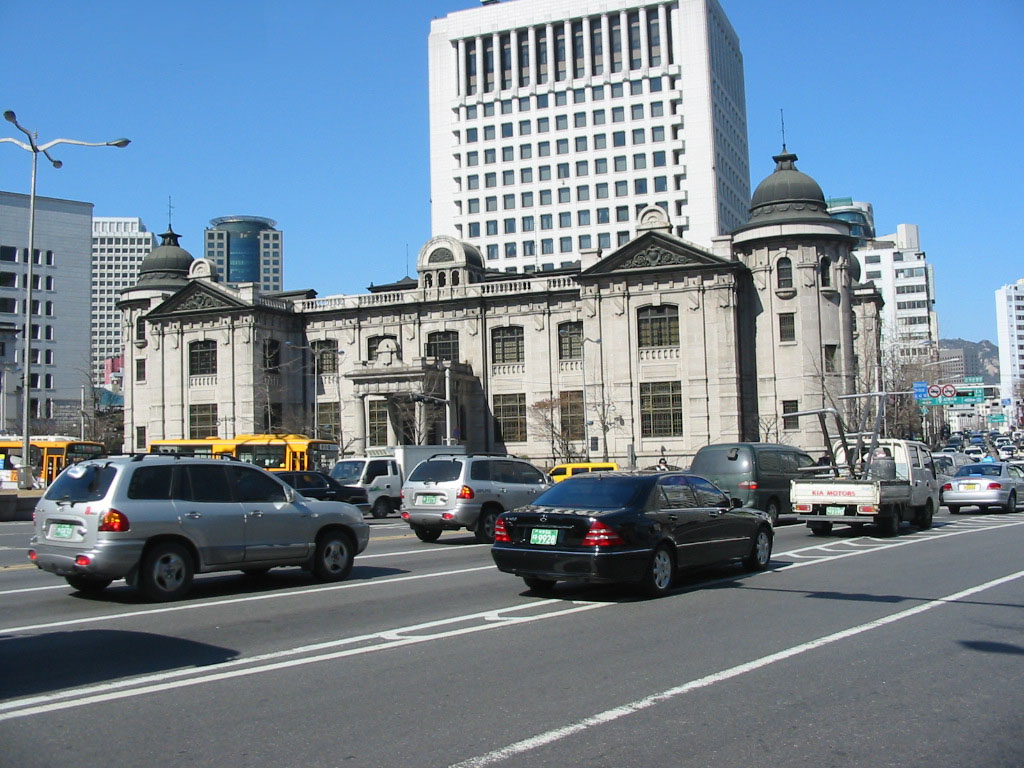
旧朝鮮銀行本店
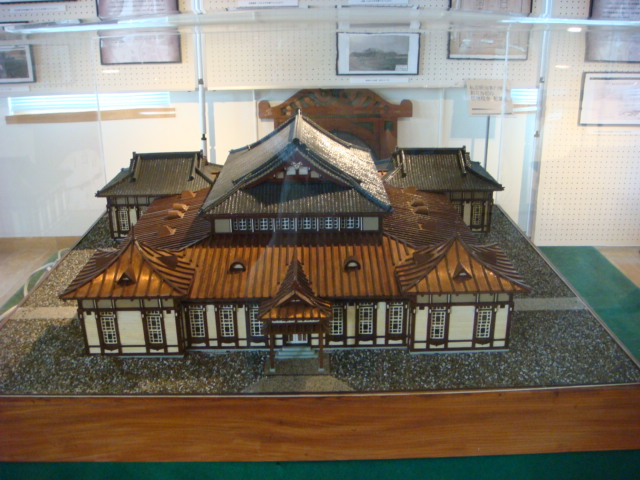
明治専門学校（現九州工業大学）旧本館の模型
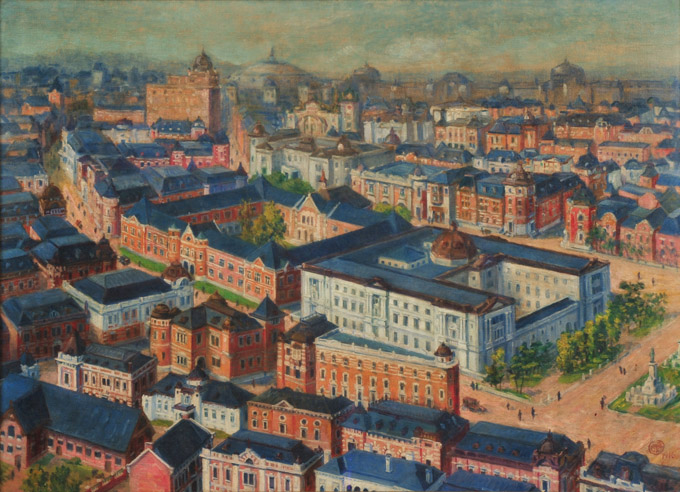
「辰野金吾博士 作品集成絵図」後藤慶二 1916年

## 逸話
- 唐津では、のちに首相となる高橋是清に英語を学んだ。さらに高橋の後を追って上京し、工学寮に入学している。
- 相撲好きで子の隆を相撲部屋に入門させた。のちに旧両国国技館を設計したのも辰野だった。
- 辰野が得意とした赤煉瓦に白い石を帯状にめぐらせるデザインは、ヴィクトリアン・ゴシックに影響を受けたもので、辰野式建築（たつのしき けんちく）として知られる。明治から大正にかけて多くの建築家がこれを模倣した。現在でも総統府として使用されている旧台湾総督府庁舎は辰野が監修した作品の一つである。直接手掛けてはいないが台中市役所も辰野式が取り入れられた。教え子で総督府の技師だった森山松之助も辰野式を取り入れた台湾総督官邸、台北州庁、台中州庁、台南州庁、台南地方法院などを現地で手掛けている。
- 同じく1914年の作品のうち、東京駅ドームの天井にウシ・トラ・タツ・ヘビ・ヒツジ・サル・イヌ・イノシシの8つのレリーフがあるに対し、武雄温泉楼門の天井四隅にはネズミ・ウサギ・ウマ・トリの4つの彫り絵がある。合わせて十二支となるため、辰野の遊び心から来たと解釈する人もいる[13][14]。

## 家族
- 実父・姫松倉右衞門 - 唐津藩士。足軽以下の下級武士。[15]
- 養父・辰野宗安 - 父の弟。江戸の唐津藩屋敷詰
- 妻:秀子（1863年生） - 唐津藩士・鳥羽（西脇）乾三郎の妹。秀子の従妹に山川健次郎の妻りう。[16][17]
- 長女:須磨子（鈴木梅太郎の妻）
- 長男:隆（フランス文学者）
- 次男:保（陸上競技選手、日本体育協会理事）
- 孫（隆の次男）:高司（薬学者）
- 曽孫:智子（建築家、有限会社辰野武山建築設計事務所取締役）

## 関連文献
- 東秀紀『東京駅の建築家 辰野金吾伝』 講談社、2002年
- 河上眞理・清水重敦『辰野金吾　美術は建築に応用されざるべからず』 ミネルヴァ書房〈日本評伝選〉、2015年
- 河上眞理・清水重敦『辰野金吾　佐賀偉人伝08』 佐賀県立佐賀城本丸歴史館、2014年。読み易い評伝案内